# میتم (یمن)
 میتم  روستایی است در عزلهٔ (اب)، از سمت جنوب بمسافت ۳ کیلومتر، در ناحیهٔ (یریم)، از توابع استان 

## جمعیت
جمعیت آن ۱۹۷ نفر (۸ خانوار) می‌باشد.